# Bárbaro Marín
Bárbaro Félix Marín (La Habana, 4 de marzo de 1961) es un actor cubano, destacado por sus múltiples interpretaciones en piezas audiovisuales de la isla y producciones internacionales. Actor profesional desde el año 1979. Cursó estudios en la Escuela Nacional de Instructores de Arte (Cuba).

## Filmografía

### Televisión
| Año       | Título                         | Personaje                    | Rol                | Cadena             |
| --------- | ------------------------------ | ---------------------------- | ------------------ | ------------------ |
| 2016      | La vuida negra 2               |                              | Actuación especial | UniMas             |
| 2016      | Cuatro estaciones en La Habana | Coronel Molina               | Reparto            |                    |
| 2015-2016 | Celia                          | Rolando Laserie              | Reparto            | Telemundo          |
| 2014      | Niche                          | Abelardo Cuero               | Reparto            | Caracol Televisión |
| 2013-2014 | La selección                   | Jaricho Valderrama           | Reparto            | Caracol Televisión |
| 2013      | Tres Caínes                    | Javier Peña                  | Reparto            | Canal RCN          |
| 2012      | ¿Dónde carajos está Umaña?     | Capitán López                | Reparto            | Caracol Televisión |
| 2012      | El capo 2                      | Uriel Balanta                | Co-antagónico      | MundoFox           |
| 2011-2012 | Mujeres al límite              | Eduardo / Luis (2 episodios) | Unitarios          | Caracol Televisión |
| 2011      | Tierra de cantores             | Dante Ricaute                | Reparto            | Caracol Televisión |
| 2011      | La Mariposa                    | Velasco                      | Reparto            | Canal RCN          |
| 2010      | El cartel 2                    | Luisinho                     | Reparto            | Caracol Televisión |
| 2008      | Al compás del son              | -                            | Protagónico        | Cubavision         |
| 2000      | Las huérfanas de la Obra Pía   | -                            | Protagónico        | -                  |
| 2000      | Andoba                         | -                            | Protagónico        | -                  |
| 1993-1996 | Día y noche                    | -                            | Protagónico        | Cubavision         |
| 1992      | Pasión y prejuicio             | -                            | Protagónico        | -                  |
| 1990      | La casa de las flores          | -                            | Protagónico        | -                  |
| 1986      | Tren de noviembre              | -                            | Coprotagónico      | -                  |

### Cine
| Año  | Película                     | Personaje                         | Director                        | Empresa Productora                                           |
| ---- | ---------------------------- | --------------------------------- | ------------------------------- | ------------------------------------------------------------ |
| 2013 | Todos se van                 | Funcionario del gobierno(reparto) | Sergio Cabrera                  | -                                                            |
| 2011 | Chiapas, el corazón del café | Pancho (Reparto)                  | Alejandro González Padilla      | -                                                            |
| 2011 | Lecciones para un beso       | Guillo                            | Juan Pablo Bustamante           | Talleres Uchawi / RCN Cine / E-nnovva                        |
| 2008 | El cuerno de la abundancia   | -                                 | Juan Carlos Tabío               | Audiovisuales ICAIC / Tornasol Films                         |
| 2003 | Música cubana                | -                                 | Hermann                         | -                                                            |
| 2003 | Aunque estés lejos           | Pedro                             | Juan Carlos Tabío               | -                                                            |
| 1998 | Las profecías de Amanda      | -                                 | Pastor Vega                     | -                                                            |
| 1997 | Doña Bárbara                 | -                                 | Betty Kaplan                    | -                                                            |
| 1997 | Zafiros, locura azul         | -                                 | Manuel Herrera                  | -                                                            |
| 1996 | Calor... y celos             | Rubén                             | Javier Rebollo                  | Canal+ / Euskal Média S.A. / Lan Zinema / Sendeja Films S.A. |
| 1995 | Tierra Índigo                | -                                 | Jean Sagol                      | -                                                            |
| 1989 | Caravana                     | -                                 | Julio Rodríguez y Rogelio París | -                                                            |
| 1987 | Asalto al amanecer           | -                                 | Miguel Torres                   | -                                                            |